# Time Space Love
Pour plus de détails, voir Fiche technique et Distribution.
 (janvier 2023).

Time Space Love est un court métrage québécois de fiction et d'animation écrit et réalisé par Marie-Louise Gariépy, produit par Elisabeth Desbiens, Films des îles et distribué par Sandrine Béchade et Serge Desrosiers, Vital Distribution. Il met en vedette Penande Estime, Victor Andres Trelles-Turgeon et Lise Castonguay.

## Synopsis
Lors de son voyage dans l'univers, une sonde spatiale dotée d'une intelligence artificielle s'interroge sur les fondements de l'humanité.

## Fiche technique
- Titre : Time Space Love
- Réalisation : Marie-Louise Gariépy
- Scénario : Marie-Louise Gariépy
- Superviseur des effets spéciaux : Vartan Timoudjian
- Directeur de la photographie : François Gamache
- Montage : Marianne Langston
- Direction artistique : Florence Frigon-Morin
- Costumes : Sandra Bernard
- Producteurs : Elisabeth Desbiens, Francis Gélinas
- Postproduction image : Argos Productions
- Distribution : Vital Distribution
- Pays :  Canada ( Québec)
- Genre : Science-fiction
- Durée : 15 minutes

## Financement
Time Space Love a reçu le financement de la Société de développement des entreprises culturelles dans la première cohorte du programme d'aide à la création émergente.

## Distribution
- Penande Estime : Sarah
- Victor Andres Trelles-Turgeon : Georges
- Lise Castonguay : Ministre